# Kincardine (Ontario)
Kincardine (offiziell Municipality of Kincardine) ist eine Gemeinde im Südwesten der kanadischen Provinz Ontario. Sie liegt im Bruce County und hat den Status einer Lower Tier (untergeordneten Gemeinde).
Erste Niederlassungen europäischer Siedler gehen hier zurück in die Mitte des 19. Jahrhunderts und wurden noch nach dem einmündenden Fluss benannt. 1850 wurde ein Postamt eröffnet, welches dann nach dem 12. Earl of Kincardine benannt wurde. Dieser war von 1847 bis 1854 Generalgouverneur von Britisch-Nordamerika. 1881 wurde über dem Hafen der heutigen Gemeinde ein Leuchtturm errichtet. Der noch erhaltene Turm, der „Tower“, gilt heute als von historischem Wert.
Im Norden der Gemeinde, bei Tiverton, befindet sich das Kernkraftwerk Bruce. Mit seinen acht Kraftwerksblöcken ist die „Bruce Nuclear Generating Station“ das größte der Kernkraftwerke in Kanada und gehört weltweit zu den größten Kernenergieanlagen. Südlich grenzt der Inverhuron Provincial Park an die Kraftwerksanlage.

## Lage
Die Gemeinde liegt am westlichen Ufer der Bruce-Halbinsel, welche im Südosten in den Huronsee hineinragt, an der Einmündung des Penetangore River. Kincardine liegt etwa 190 Kilometer Luftlinie westnordwestlich von Toronto bzw. etwa 130 Kilometer Luftlinie nördlich von London.

## Demografie
Der Zensus im Jahr 2016 ergab für die Siedlung eine Bevölkerungszahl von 11.389 Einwohnern, nachdem der Zensus im Jahr 2011 für die Siedlung eine Bevölkerungszahl von nur 11.174 Einwohnern ergeben hatte. Die Bevölkerung hat damit im Vergleich zum letzten Zensus im Jahr 2011 deutlich schwächer als der Trend in der Provinz nur leicht um 1,9 % zugenommen, während der Provinzdurchschnitt bei einer Bevölkerungszunahme von 4,6 % lag. Bereits im Zensuszeitraum 2006 bis 2011 hatte die Einwohnerzahl in der Siedlung sich deutlich schwächer als der Provinztrend entwickelt und blieb nahezu unverändert um 0,0 %, während sie im Provinzdurchschnitt um 5,7 % zunahm.

## Verkehr
Kincardine liegt am King’s Highway 21, welcher entlang der Westküste der Halbinsel verläuft bzw. am westlichen Ende des King’s Highway 9. In Norden der Gemeinde liegt der örtliche Flughafen „Shepherd’s Landing Airport“ (IATA-Code: ohne, ICAO-Code: ohne, Transport Canada Identifier: CKS9) mit zwei Start- und Landebahnen aus Gras, von denen die längere 732 Meter Länge hat.

## Söhne und Töchter der Stadt
- James Brown Scott (1866–1943), Jurist und Professor
- David Alymer Scott (1892–1971), Biochemiker
- Johnny Wilson (1929–2011), Eishockeyspieler und -trainer
- Larry Wilson (1930–1979), Eishockeyspieler und -trainer
- Paul Henderson (* 1943), Eishockeyspieler
- Pat Riggin (* 1959), Eishockeytorwart
- Jessica Stam (* 1986), Model